# Elisha Collier
Elisha Haydon Collier (Boston, 1788-1856) fue un inventor estadounidense, quien patentó el revólver de chispa hacia 1818. Su arma es uno de los primeros revólveres verdaderos, después de los revólveres de Jaumandreu de Manresa de 1739 y el de Rovira de Ripoll de 1702, expuestos en la armería de la Torre de Londres, que representaron un gran contraste con las anteriores revólveres pimentero que eran pistolas de varios cañones. Aunque el tambor del revólver de Collier no giraba por sí solo (había que hacerlo girar con la mano), sí era autocebador, es decir que su compartimento depositaba automáticamente la pólvora en la cazoleta al armar el martillo.

## Fabricación

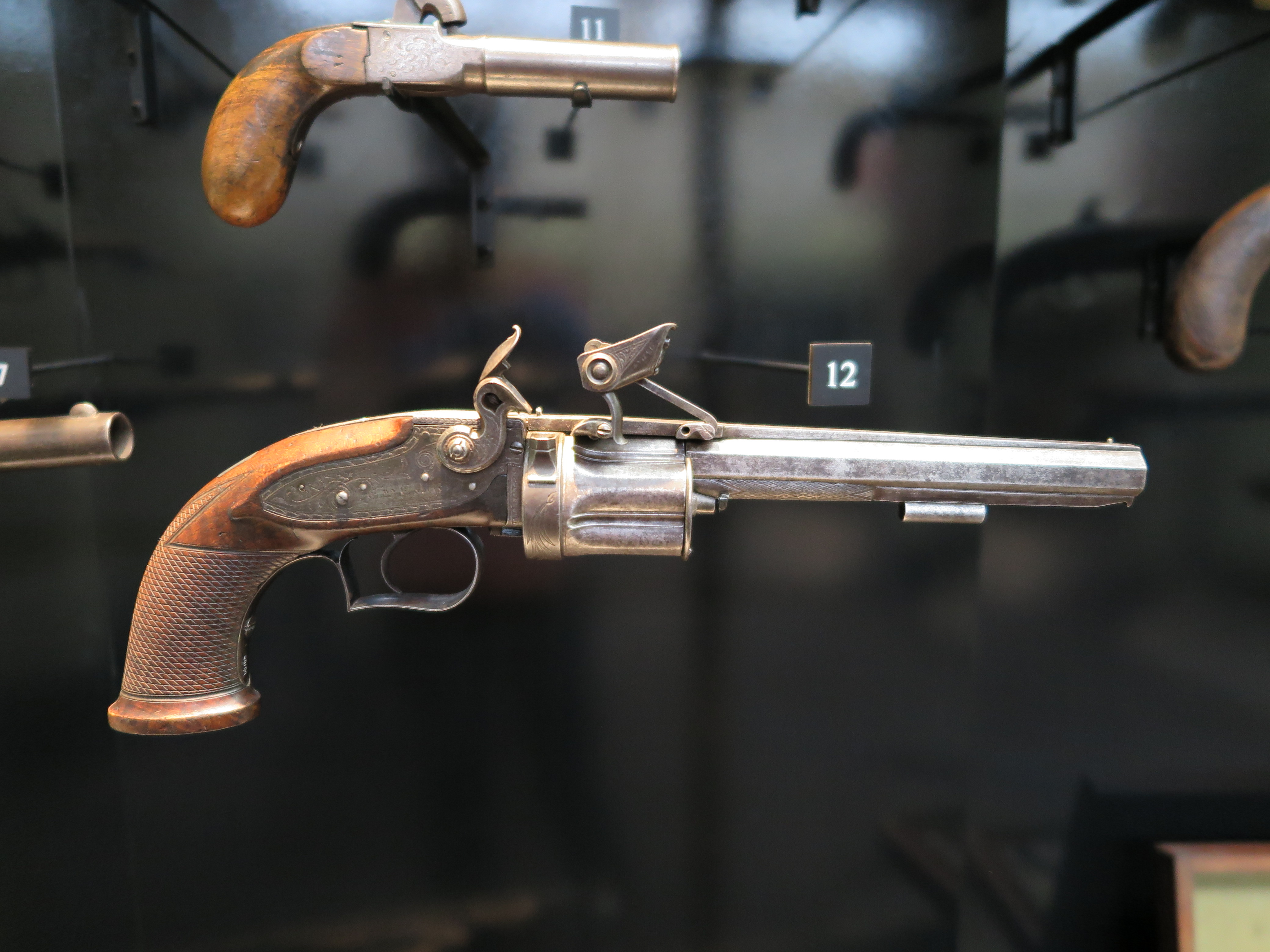
Un revólver de Collier aún existente en la casa de Hannover.

Colier patentó su revólver en 1818, y fue fabricado a partir de 1819 por John Evans & Son de Londres, donde fue vendido a oficiales británicos de las tres provincias indias bajo control de la Compañía Británica de las Indias Orientales (llamadas ‘presidencias’). Un solo cañón permitía una mayor precisión y un tiempo de recarga más corto, al tiempo que reducía el peso innecesario. Sin embargo, su cerradura de chispa resultaba ser un grave inconveniente: las piedras no eran fiables y debían cambiarse con frecuencia, mientras que la pólvora de calidad inferior tenía el peligro de no encenderse.
En un principio debían fabricarse armas para la India por un valor de 10 000 libras esterlinas (lo cual correspondería a unas 160 armas largas), según el testimonio del mismo Collier en el juicio por infracción de patentes celebrado en 1851, (Colt vs. Massachusetts Arms Company), aunque más adelante corrigió su testimonio afirmando que esa cifra era solo una previsión. De hecho, se sabe por los números de serie de los tres modelos producidos que se fabricaron aprox. 225 armas cortas y largas de la marca Collier entre 1819 y 1824.
Samuel Colt vio armas de este tipo mientras se desempeñaba como grumete a bordo del bergantín Corvo en 1832. Tras su regreso del Lejano Oriente, se inspiró para crear su propio revólver de pistón: el Colt Paterson, las armas primera arma de fuego de repetición dotada de tambor giratorio (propiamente accionado) de múltiples recámaras, alineadas con un único cañón estático.
Además de pistolas, Collier produjo escopetas y carabinas en la década de 1820. Solo se fabricaron 150 de estas armas, que ahora se consideran escasas.

## Otras actividades
En la década de 1830, Collier inventó una nueva caldera para barcos de vapor. Escribió un libro sobre el tema, que se publicó en 1836. En 1839, diseñó una máquina para producir clavos en masa para la Globe Dock Factory, en Rotherhithe (Londres).

## Vida posterior
Collier vivió en el Reino Unido desde 1818 hasta 1850, año en que regresó a su Boston natal. Para entonces, los revólveres más baratos producidos en masa de Colt habían sustituido sus diseños más antiguos fabricados a mano. Collier figura empadronado en la calle Eliot 88 en un censo de 1850, lugar donde murió el 23 de enero de 1856.